# Rosa Kellner
Rosa Kellner, född 21 januari 1910 i München, död 13 december 1984, var en tysk friidrottare.
Kellner blev olympisk bronsmedaljör på 4 x 100 meter (med Leni Junker, Anni Holdmann, Leni Schmidt och Kellner) vid sommarspelen 1928 i Amsterdam.
1930 blev hon guldmedaljör med stafettlaget (med Lisa Gelius, Agathe Karrer och Luise Holzer) vid III. damolympiaden i Prag.